# Nartkała
Nartkała (ros. Нарткала) – miasto w Rosji, w republice Kabardo-Bałkarii, zamieszkiwane przez ok. 35 tys. ludzi. Do 1967 nosiło nazwę - Dokszukino.

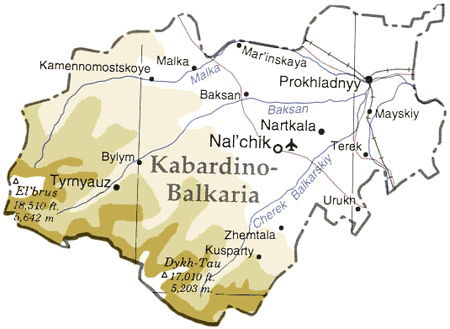
Położenie miejscowości w republice Kabardo-Bałkarskiej

W mieście rozwinął się przemysł chemiczny oraz spożywczy.